# Гаврилов, Олег Константинович
Олег Константинович Гаврилов (1 января 1922, Самара, РСФСР — 3 октября 2008, Санкт-Петербург, Россия) — советский и российский врач-гематолог, действительный член академий медицинских наук СССР и России.

## Биография
Родился 1 января 1922 года в Самаре, в семье военного хирурга.
В 1939—1943 годах учился на военном факультете во Втором Московском медицинском институте. С 1941 член КПСС. Участник Великой Отечественной войны, на фронте служил старшим врачом полка и бригадным врачом воздушно-десантной бригады ВДВ.
В послевоенное время возглавил службу воздушно-десантного соединения, в 1950—1952 годах практиковался в Военно-медицинской академии имени С. М. Кирова, и до 1968 года работал там преподавателем. В 1955 году защитил кандидатскую, а в 1965 докторскую диссертацию на тему «Проблемы военной медицины и службы крови в Вооружённых силах». В 1967 году присвоено звание профессора. В 1968—1972 годах заведующий кафедрой организации и тактики медицинской службы военно-медицинского факультета усовершенствования врачей при институте ЦОЛИУВ.
С 1972 года директор Центрального ордена Ленина научно-исследовательского института гематологии и переливания крови. В 1975 году по инициативе Гаврилова было основано Всесоюзное общество гематологов и трансфузиологов.
Скончался 3 октября 2008 года на 87 году жизни.

## Научная деятельность
Автор более 600 научных статей и 24 монографий по медицинскому обеспечению боевых действий войск, организации службы крови в условиях мирового и военного времени, некоторыми проблемами гематологии. Исследовал главные этапы в истории развития службы крови, обосновал некоторые морально-этические положения о безвозмездном донорстве в условиях развитого социалистического общества. Участник разработки проблем молекулярной гематологии, коагулологии и лейкозологии. Под руководством профессора О. К. Гаврилова было защищено 16 докторских и 38 кандидатских диссертаций.
Многие из его работ посвящены историям развития московской и петербургской гематологических школ, развитию учения о кроветворении, историям социальных и санитарных последствий войны и службы крови страны в годы Великой Отечественной войны.

## Награды и звания
- Заслуженный деятель науки РСФСР;
- Орден Ленина;
- Орден Красного Знамени;
- Орден Отечественной войны II степени дважды;
- Орден Красной Звезды дважды;
- Орден Трудового Красного Знамени;
- Медаль «За боевые заслуги» дважды;
- Медаль «За взятие Вены»;
- Медаль «За победу над Германией в Великой Отечественной войне 1941—1945 гг.».

Звания:
- профессор (1967)
- академик РАМН
- академик АМН СССР (1982)
- член-корреспондент АМН СССР (1974)

## Память
Имя О. К. Гаврилова носит Центр крови имени О. К. Гаврилова ДЗМ по адресу улица Поликарпова в Северном округе и Центр крови имени О. К. Гаврилова ДЗМ на Бакинской улице в районе Царицино.